# Maleria (Ort)
Maleria ist eine osttimoresische Siedlung im Suco Maulau (Verwaltungsamt Maubisse, Gemeinde Ainaro).

## Geographie und Einrichtungen
Das Dorf befindet sich im Südosten der Aldeia Maleria, auf einer Meereshöhe von 1280 m. Das Ortszentrum befindet sich an der Straße, die nah der Südostgrenze verläuft. Im Süden des Ortes befindet sich der Friedhof.

## Geschichte
Während des Bürgerkrieges zwischen FRETILIN und UDT 1975 kam es auch in Maulau zu Kämpfen. Die Bewohner Maulaus hatten sich in Unterstützer der beiden politischen Lager gespalten. Bereits im September 1974 waren FRETILIN-Unterstützer in das benachbarte Turiscai abgewandert. Im Januar 1975 verstärkte sich der Konflikt zwischen den Gruppen bei der traditionellen Erntedankzeremonie. Ein Führer der FRETILIN stachelte im August 1975 im benachbarten Turiscai und Lequidoe bei Reden die Feindschaft weiter an. Er rief seine Unterstützer auf, „die Dornen in Lumo-Luli zu beseitigen“. Daraufhin kam es am 7. August 1975 zum Angriff von FRETILIN-Einheiten aus Lequidoe und Turiscai auf die Aldeias Maleria, Lumo-Luli und Ussululi. Zwischen 10 und 25 Menschen wurden von den FRETILIN-Kämpfern getötet. Etwa 675 Häuser wurden niedergebrannt, Nutzvieh gestohlen oder getötet. Die Anhänger der UDT flohen nach Maubisse und ließen dabei Kinder und Alte zurück.